# Független Rendszerek Konföderációja
A Független Rendszerek Konföderációja (angolul: Confederacy of Independent Systems, röviden: CIS) a kitalált Csillagok háborúja univerzum egyik szervezete, amely a régi Galaktikus Köztársaság utolsó éveiben állt fenn. A szervezetet a Köztársaságból kilépni akaró óriási vállalatszövetségek és csillagrendszerek hozták létre a sithek ösztönzésére és részvételével. Hivatalosan egy sith lovag, Dooku gróf (avagy Darth Tyranus) vezette, a valódi vezér Darth Sidious sith nagyúr volt.
Bár ideológiája szerint a szervezet fő célja a köztársasági korrupciótól való elhatárolódás volt, gerincét gátlástalan és kapzsi, nem egy esetben alvilági kapcsolatokkal is rendelkező pénzemberek vezette óriásvállalatok alkották, mint a Kereskedelmi Szövetség, a Techno Unió, a Kereskedőtestület, a Vállalatszövetség és az Intergalaktikus Bankár Klán. A szervezethez egyéni érdekek mentén aztán különféle bolygórendszerek és népek is csatlakoztak, például akiknek konfliktusuk volt a Köztársasággal vagy köztársasági világokkal (mint pl. a quarrenek), vagy akik szerették volna saját birodalmukat vagy szervezetüket a köztársasági törvények ellenében fejleszteni (Zygerria és más rabszolgatartó államok). A szeparatista mozgalom „frontembere” Dooku gróf volt, aki a nagyközönség előtt mindig a jóságos, igazságosságra törekvő bölcs vezetőt játszotta, azonban, ha érdekei úgy kívánták, a szeparatista vezetőket ugyanúgy meggyilkoltatta, mint az ellenséges köztársaságiakat. Dooku mindvégig az elvetemült sith nagyúr, Darth Sidious parancsait követte, aki a konfliktust megtervezte és arra használta, hogy kiépítse saját egyszemélyi hatalmát a Galaxis felett.
A konföderáció fő célja az elszakadás a Galaktikus Köztársaságtól és egy új állam létrehozása, mivel állításuk szerint a köztársaság korrupttá vált. A szervezet tagjait szeparatistáknak is hívták (a köztársasági katonai zsargon „szepiknek” is csúfolta a tagjait).

## A szeparatista krízis (Y. e. 24 – Y. e. 22)
Sok rendszer figyelt fel Dooku gróf felhívására, miszerint a Köztársaság korrupt, már nem kínálja a demokráciát, hiszen a Köztársaságot bürokraták irányítják. Két év alatt sok ezer naprendszer vált ki a Köztársaságból, és megannyi kereskedelmi szervezet mondta ki függetlenségét, köztük a Kereskedelmi Szövetség is. Mások egyszerűen csak több hasznot láttak a kiválásban. A krízis idején kisebb háborúk és merényletek történtek. Több híres szenátort és politikust megöltek, természetesen azokat, akik a Köztársaság melletti elkötelezettségüket vallották nyíltan, vagy abban a hitben voltak, hogy a Köztársaságot csak a felállított hadsereg mentheti meg. Ilyen merénylet áldozata lett Y. e. 22-ben Aks Moe, Malastare szenátora, akit halálos baleset ért szeparatista közreműködéssel.

## A Független Rendszerek Konföderációjának politikája

### Ideológiák
A Független Rendszerek Konföderációja nagyon vegyes volt, nem csak faji, hanem ideológiai, és politikai szempontból is. Akadtak olyanok akik csak a profit miatt álltak be a Konföderáció zászlaja alá, mint például a Kereskedelmi Szövetség. De ezek – attól függetlenül, hogy szinte csak ők voltak a Szeparatista Tanács tagjai – nem alkották a konföderáció népességének, és területeinek a többségét. A többséget azok a bolygók, kisbolygó, holdak, és kolóniák alkották, akiknek valamiféle konfliktusok volt a Köztársasággal. Ezek, akik addig nem voltak a Köztársaság rendszerének haszonélvezői, egy olyan államot akartak teremteni, aminek majd ők lesznek a kedvezményezettjei. Ezek a különböző megítélések, többször megmutatkoztak. A Klónok Háborúja sorozatban, amikor Padmé Amidala, barátnőjéhez utazott a szeparatisták fővárosára, Raxusra, az egyik jelenetben, a Szeparatista Kongresszus ülésén, az egyik nagyvállalat békeellenes megnyilvánulására, a másik – valószínűleg nem egy vállalatot, hanem egy bolygót – képviselő konföderációs szenátor egy "A köztársasággal ellentétben, nálunk nem a vállalatok az urak!" felkiáltással válaszolt, ami láthatóan a többségben lévő nem nagyvállalati érdekeket támogató közönségnek nagyon tetszett. Mindenesetre egy nagy közös célban egyetértettek: (ami összetartotta a Konföderációt) a Köztársaság korrupt, és nem képes többé kormányozni.
"Car'das vállat vont. Tudta, hogy Thrawn nem tartja sokra a lázadókat, ráadásul a Köztársaság tanulmányozása során rossz véleménye alakult ki egy többfajú kormányzói testületről, melyben minden egyes tagnak mások az elképzelései az univerzumról és a többi fajról. Thrawn úgy gondolta, hogy csakis egy erős, egységes kormány szállhat szembe azzal a titokzatos idegen fenyegetéssel, amely felbukkant a Galaxis határain. A fenyegetéssel, amely máris megtalálta a chiss űrt, és egyszer elérheti a Birodalmat. Car'das megértette Thrawn álláspontját, és bizonyos szinten egyet is értett vele. Amíg Thrawn a kormányzati tehetetlenség ellen küzdött a chiss felső osztályban, addig ő túlélte a szeparatista mozgalom és a Klónháború káoszát. Látta, hogy mekkora kárt okozhat, ha száz faj százféle rendet akar egyszerre. Másrészről csak egy bolond nem látja, hogy Palpatine Birodalma sem teljesít jobban egység terén, mint annak idején a Köztársaság." – Idézet Timothy Zahn: Válaszutak című művéből.

### A Független Rendszerek Konföderációjának elnökei
A legfontosabb politikai vezető egyértelműen Dooku gróf volt, mint a Szeparatista Kongresszus és parlament elnöke. Ő volt az aki lázadásra biztatta a bolygók, kisbolygók, holdak, kolóniák, és vállalatok vezetőit. Törvényes úton megválasztva, egyértelmű többséggel nyerte az első választásokat. Látszólag tisztelte a demokráciát, és mindig elfogadta a kongresszus döntéseit. De emellett, kihasználva a háttérben megbújó katonai parancsnokait, ügyesen, sokszor gátat szabott a kongresszus neki nem tetsző döntéseinek. Ilyen volt például a szeparatista pacifista mozgalom vezetőjének, Mina Bonterinek a meggyilkolása, amit aztán ráfogott a klónokra.
Griveous tábornok sokkal inkább katona volt, mint politikus. Abban a pár napban, amikor ő ragadta kezéhez a hatalmat, a szűkös körülmények, és a Dooku gróf halála után keletkezett zűrzavar miatt, az addigi viszonylag demokratikusnak mondható állam teljesen katonai diktatúrává vált.
Nute Gunray azelőtt, mielőtt a Kereskedelmi Szövetség alkirályaként csatlakozott volna a konföderációhoz, főleg a Stark Hiperűr Háború alatt kiváló politikus, köztársasági szenátor hírében állt. Az elsődleges szempont nála a politikában a profit volt, hogy mennyi pénzt tud kinyerni a háborúból. Nagyon kevés ideig volt hatalmon, és addigra a szeparatista mozgalom nem lehetett több pár hűséges planétánál, akik majd fellázadnak a Galaktikus Birodalom ellen, annak első éveiben. A mustafari mészárlást követően a konföderáció végleg megszűnt, és Gunray is otthagyta a fogát.

## A geonosisi konferencia
Az első jelentős találkozó a szeparatisták között, melyen a nagy szerveztek vezetői kimondták hivatalosan is a kiválást, valamint aláírták a Dooku gróf által kínált szerződést.
Jelen voltak:
- Nute Gunray – Kereskedelmi Szövetség
- Wat Tambor – Techno Unió
- Shu Mai – Kereskedő Céh (v. Kereskedőtestület)
- San Hill – Intergalaktikus Bank Klán
- Passel Argente – Társasági Szövetség
- Kisebb Poggle (v. Kicsi Poggle) – a Geonosis főhercege
- Tikkes – Dac szenátora, Quarren Izolációs Liga
- Po Nudo – Ando szenátora
- Rogwa Wodrata – Alliga szenátora
- Toonbuck Toora – Sy Myrth szenátora

Ezek a személyek lettek később a Szeparatista Tanács tagjai, mely Dooku vezetésével alakult meg. A konferenciának azonban tanúja volt a Jedi Obi-Wan Kenobi is, aki értesítette a Jedi Tanácsot, azok pedig a Köztársaságot.

### Fontosabb szeparatista katonai vezetők
- Dooku gróf
- Grievous tábornok
- Asajj Ventress
- Trench admirális
- Lok Durd
- Pors Tonith
- Whorm Loathsom